# Pag
Pag – wyspa na Morzu Adriatyckim u wybrzeży Dalmacji (Chorwacja). Piąta co do wielkości wyspa Chorwacji (długość: 60 km, szerokość: 2 do 10 km, powierzchnia: 284,18 km²), mająca jednak najdłuższą linię brzegową (302,47 km). W środek wyspy wcina się długa i wąska zatoka Paški zaljev. Ludność liczy ok. 8 tys. mieszkańców (2001). Najwyższy punkt, Sveti Vid, wznosi się 348 m n.p.m. Największe miasto na wyspie również nosi nazwę Pag.

## Charakterystyka

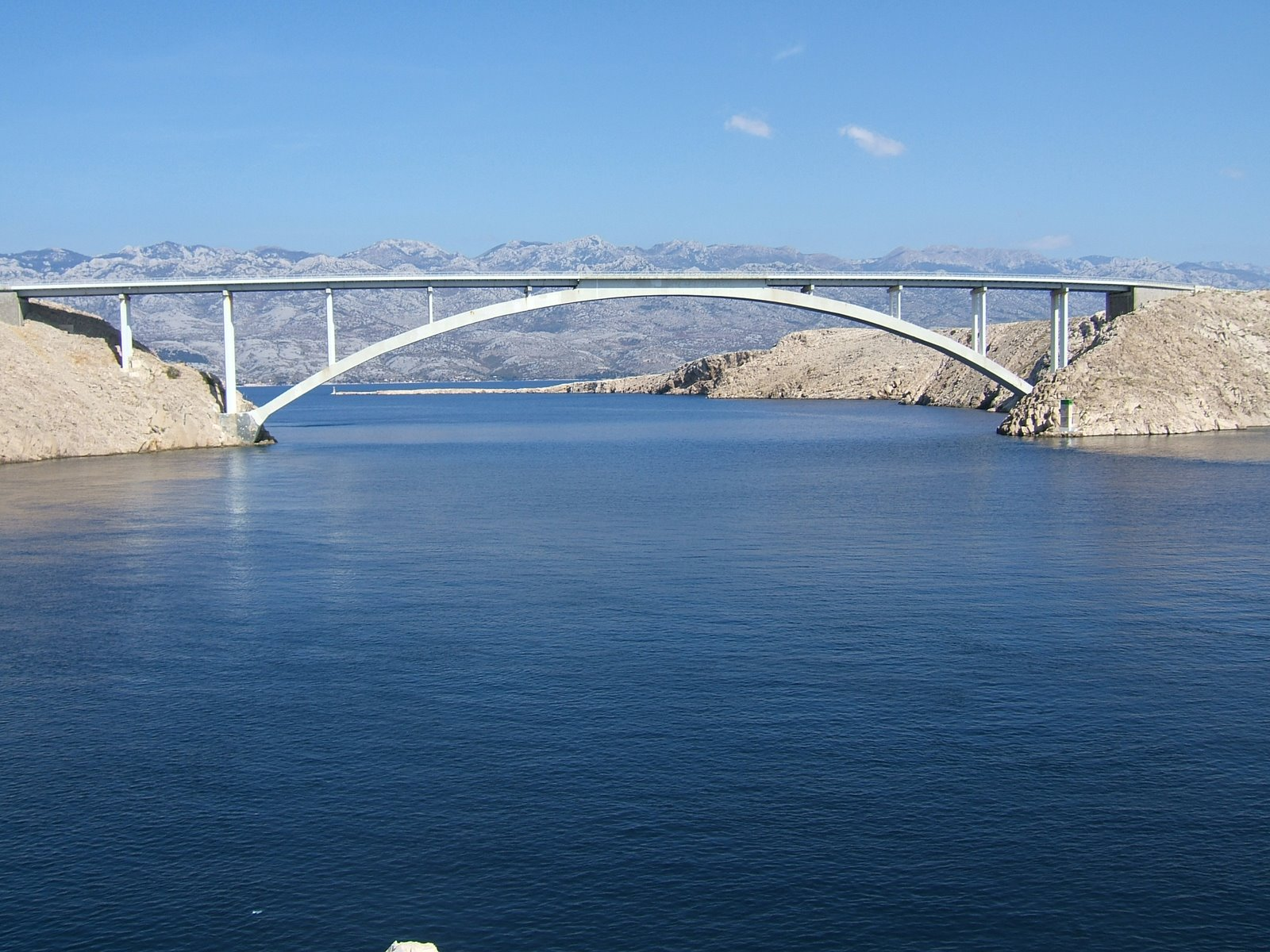
Most Pag

Wyspa jest ośrodkiem turystyki letniej, chętnie odwiedzanym dla cichych, urokliwych plaż w zatokach pomiędzy skałami. W miasteczkach Pag, Novalja, Stara Novalja jest dobrze rozwinięta baza noclegowa, znajdują się tam ośrodki dla płetwonurków, można zwiedzać stare słowiańskie kościoły i pozostałości po kolonizacji wyspy przez Rzymian i Wenecjan. Na wyspę od strony południowej można się dostać mostem (przejazd bezpłatny), zbudowanym w 1968, a od strony północnej promem linii: Žigljen-Prizna.
Na wyspie dominuje klimat śródziemnomorski. Nie występuje na niej słodka woda. Powierzchnię wyspy tworzą rozległe pola białych kamieni, które przypominają pejzaż księżycowy, duża część wyspy jest jałowa i skalista. Do takiego ukształtowania terenu przyczyniły się bardzo często wiejące, silne i suche wiatry – bora. Na kamienistych polach występuje drobna roślinność, którą wypasa się owce (ok. 40 000 sztuk). Podstawową dietę owiec stanowią tymianek, rozmaryn i szałwia. Dzięki tej niezwykłej diecie ser z wyspy (Paški sir) ma niepowtarzalny smak i stał się lokalną specjalnością. W dolinie wokół zatoki rozciągają się łąki, gdzie uprawia się winogrona i oliwki. Z wód zatoki pozyskuje się sól morską.